# Francesco Angarano
Francesco Angarano (Bisceglie, 13 aprile 1901 – ...) è stato un calciatore italiano, di ruolo difensore.

## Carriera
Calciatore polivalente, nasce in Puglia ma si trasferisce giovanissimo a Bergamo per motivi professionali del padre. Comincia la carriera da calciatore nell'Atalanta come portiere, debuttando in prima squadra. Al termine della prima guerra mondiale la necessità lo trasforma in difensore, ottenendo buoni risultati.
La quasi totalità della carriera si svolge con i colori neroazzurri, vestiti per cinque stagioni, intervallate dal primo conflitto bellico. Considerato una delle primissime "bandiere" atalantine, conclude la carriera nell'A.L.P.E. di Bergamo.
Non è tuttavia possibile quantificarne con esattezza le presenze a causa della carenza di archivi storici.